# Dichagyris singularis
Dichagyris singularis är en fjärilsart som beskrevs av Otto Staudinger 1877. Dichagyris singularis ingår i släktet Dichagyris och familjen nattflyn. Inga underarter finns listade i Catalogue of Life.